# فریدلسهاوزن
فریدلسهاوزن (به آلمانی: Friedelshausen) یک شهر در آلمان است که در اشمالکالدن-ماینینگن واقع شده‌است. فریدلسهاوزن ۳۴۵ نفر جمعیت دارد.